# Пальмагра
Пальмагра (Phaenicophilus) — рід горобцеподібних птахів родини Phaenicophilidae. Містить два види.

## Таксономія
Традиційно рід Phaenicophilus відносили до саякових (Thraupidae), хоча дослідниками відзначалася морфологічна відмінність від інших представників родини. Генетична відмінність цих родів підтверджена генетичними дослідженнями 2013 та 2015. Phaenicophilus виокремили у родину Phaenicophilidae з родами Xenoligea і Microligea, яких відносили до піснярових (Parulidae).

## Поширення
Ендеміки острова Гаїті.

## Опис
Тіло завдовжки 17-18 см, вага тіла 24-32 г.

## Види
- Пальмагра чорноголова (Phaenicophilus palmarum)
- Пальмагра сіроголова (Phaenicophilus poliocephalus)